# Super Smash Bros. Ultimate
Super Smash Bros. Ultimate er et spil til Nintendo Switch. Det blev udgivet internationalt 7. december 2018.
Spillet blev først annonceret 8. marts 2018. Titlen og klip fra spillet blev offentliggjort 11. juni 2018. Det indeholder alle karakterer fra de tidligere spil i Super Smash Bros.-serien og understøtter controlleren til Nintendo GameCube. 
Nye figurer i Super Smash Bros. Ultimate er blandt andre Inklings fra Splatoon Ridley fra Metroid og King K. Rool fra Donkey Kong.                                 